# Tadeusz Kutrzeba

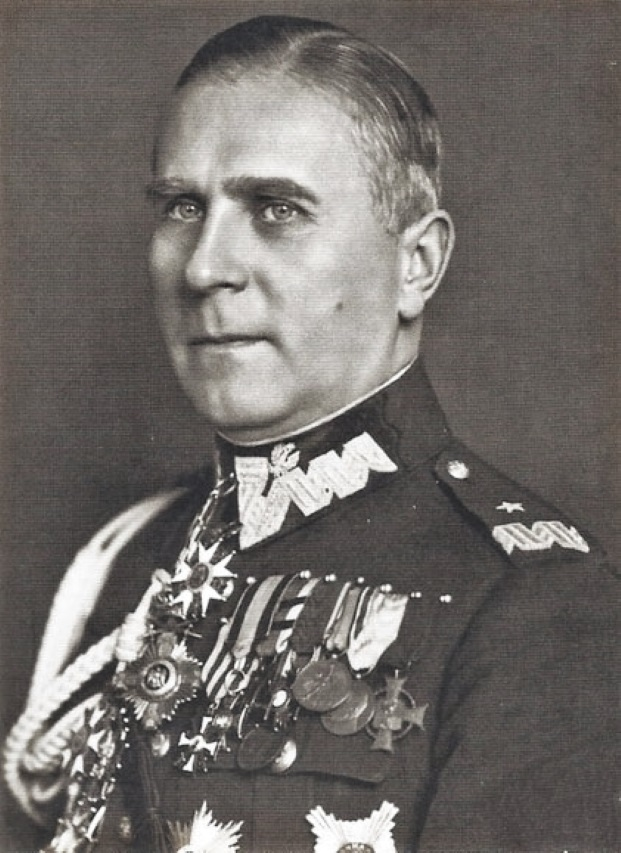
General Kutrzeba

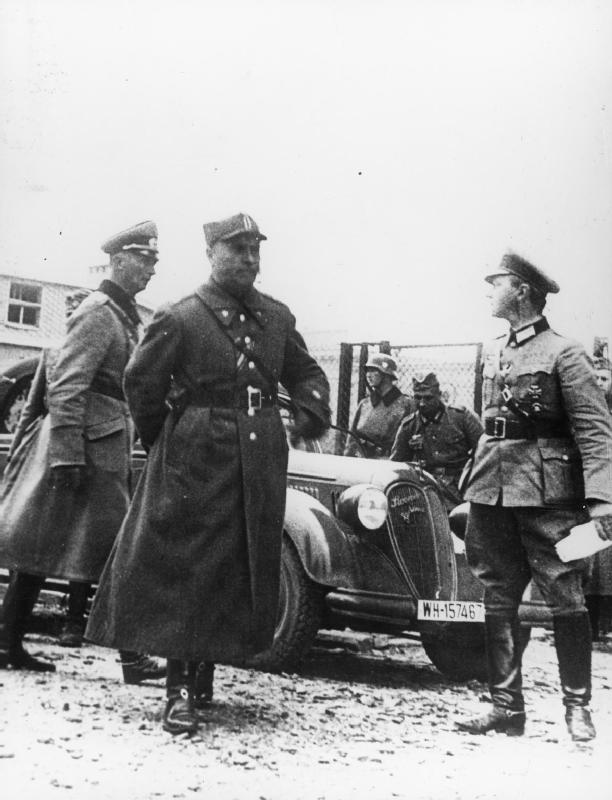
General Tadeusz Kutrzeba am 27. September 1939 auf dem Weg zu den Kapitulationsverhandlungen der belagerten polnischen Hauptstadt Warschau

Tadeusz Kutrzeba (* 15. April 1885 in Krakau, Österreich-Ungarn; † 8. Januar 1947 in London) war ein polnischer Divisionsgeneral im Zweiten Weltkrieg.

## Leben
Kutrzeba, Sohn eines Hauptmanns der k.k. Armee, besuchte ab 1897 zunächst die k.k. Militärrealschulen in Fischau bei Wiener Neustadt sowie in Mährisch-Weißkirchen und erlangte 1903 an einem öffentlichen Realgymnasium in Wien die Matura.
Anschließend studierte er bis zum Jahr 1906 an der k.u.k. Technische Militärakademie in Mödling (Niederösterreich), die er als Jahrgangsbester und Leutnant der Sappeure abschloss. In den Jahren 1906–1910 diente er im k.u.k. Sappeurbataillon Nr. 9 in seiner Heimat, in Krakau. In den Jahren 1910–1913 absolvierte er einen Militäringenieurskurs an der k.u.k. Kriegsschule in Wien und wurde 1911 zum Oberleutnant befördert. In den Jahren 1913–1914 diente er in Sarajevo in der bosnischen Geniedirektion, wo er die Befestigungen an der Grenze zu Montenegro (Strafuni) weiterentwickelte.
Während des Ersten Weltkriegs wurde Kutrzeba zuerst in Italien, dann ab August 1916 in Siebenbürgen und ab Juni 1917 an der russischen Front eingesetzt.
Ab November 1918 diente Kutrzeba in den neu gegründeten polnischen Armee, wo er zuerst im Generalstab tätig war. Im November 1919 wurde er Stabschef der 1. Infanteriedivision, im selben Jahr wurde er zum Major befördert. Im Jahr 1920 war er Stabschef der 3. polnischen Armee, die im Polnisch-Sowjetischen Krieg kurzzeitig Kiew besetzte. Im August 1920 nahm er als Stabschef der 2. polnischen Armee an der entscheidenden Schlacht bei Warschau gegen die sowjetischen Truppen unter Tuchatschewski teil. Anschließend wurde er zum Oberstleutnant befördert.
Seit Januar 1921 unterrichtete Kutrzeba Taktik an der Akademie des Generalstabes, im Dezember 1924 wurde er zweiter Stellvertreter des Generalstabschefs. Im Jahr 1922 wurde er zum Oberst befördert, im Jahr 1927 zum Brigadegeneral.
Als einer der wenigen in der polnischen Führung verstand er die Doktrin des neuen Krieges – des Blitzkrieges. Am Anfang des Zweiten Weltkriegs war Kutrzeba Befehlshaber der in Großpolen stationierten Armee Armia Poznań, die aus vier Divisionen und zwei Brigaden bestand. Mit diesem Verband (zusammen mit den Kräften der Armee Pommern (´Armia Pomorze´)) war es ihm gelungen, zwischen dem 9. September und 18. September 1939 in der Region um Kutno eine Gegenoffensive (Schlacht an der Bzura) gegen die deutsche Wehrmacht durchzuführen, in der vor allem die Front der deutschen 30. Infanterie-Division schwer bedroht und die deutsche 8. Armee zur Reorganisation gezwungen wurde. Der Angriff wurde um einige Tage zu spät durchgeführt, da sich der polnische Generalstab – und in erster Linie der Oberbefehlshaber, Marschall Rydz Smigly – zuerst weigerte, den Plan der Offensive zu akzeptieren. Stattdessen wurde Kutrzebas Armee nach Warschau zurückgerufen und befand sich zwischen dem 2. und 8. September 1939 tagelang auf dem Rückzug. Unter anderem wegen dieser Verspätung und der Überlegenheit der Luftwaffe (die polnischen Luftkräfte waren zu diesem Zeitpunkt nur noch zur Hälfte einsatzbereit – ca. 200 Flugzeuge – und konnten somit gegen die deutsche Luftwaffe nichts mehr ausrichten), aber auch wegen der fehlenden Entlastung durch die Westalliierten (Frankreich und Großbritannien weigerten sich entgegen vertraglicher Zusicherung, dem umkämpften Land zur Seite zu stehen) trat die Armia Poznań den Rückzug nach Warschau an, um dort an der Verteidigung der polnischen Hauptstadt teilzunehmen.
Kutrzeba unterzeichnete am 28. September die Kapitulation der polnischen Hauptstadt und ging mit seinen Soldaten in die deutsche Kriegsgefangenschaft. Er war u. a. im Oflag VII A in Murnau inhaftiert. Nach dem Krieg wanderte er nach Großbritannien aus, wo er 1947 verstarb.
Kutrzeba erhielt dreimal den Orden Virtuti Militari, zweimal den Orden Polonia Restituta und dreimal das Krzyż Walecznych (frei übersetzt: Tapferkeitskreuz).